# Saint-Loup (Loir-et-Cher)
Saint-Loup é uma comuna francesa na região administrativa do Centro, no departamento de Loir-et-Cher. Estende-se por uma área de 14,7 km². Em 2010 a comuna tinha 380 habitantes (densidade: 25,9 hab./km²).